# HD 4778
GO Андромеди також HD4778 — хімічно пекулярна зоря спектрального класу A1, що має видиму зоряну величину в смузі V приблизно  6,1.
Вона  розташована на відстані близько 296,2 світлових років від Сонця.

## Фізичні характеристики
Зоря HD4778 обертається 
порівняно повільно 
навколо своєї осі. Проєкція її екваторіальної швидкості на промінь зору становить  Vsin(i)= 42км/сек.

## Пекулярний хімічний вміст
Зоряна атмосфера HD4778 має підвищений вміст 
Cr
.

## Магнітне поле
Спектр даної зорі вказує на наявність магнітного поля у її зоряній атмосфері.
Напруженість повздовжної компоненти поля оціненої з аналізу
крил ліній Бальмера
становить 1026,2± 425,3 Гаус.

## Інтернет-ресурси
- Магнитные конфигурации быстрых CP ротаторов HD3360, HD4778, HD5737, HD112413, HD215441. Астрофизический бюллетень, 2009, том 64,№1, с. 62–72.